# Sandomierzacy
Sandomierzacy là một nhóm dân tộc của quốc gia Ba Lan, cư trú tại tỉnh lịch sử của Ba Lan, xung quanh thị trấn Sandomierz. Họ sử dụng phương ngữ riêng của họ, thuộc về phương ngữ Ba Lan ít hơn của ngôn ngữ Ba Lan. Giống như hầu hết người Ba Lan, Sandomierzacy là người Công giáo La Mã.
Sandomierzacy định cư nằm dọc theo bờ trái của sông Vistula, đến Ilza và Skaryszew ở phía bắc và Checiny ở phía tây. Họ cũng sống ở phía đông nam Sandomierz, thuộc Galicia thuộc Áo cũ. Cùng với người Krakow, Sandomierzacy là nhóm dân tộc lâu đời nhất của Ba Lan. Vào thế kỷ 19, khi Ba Lan ít hơn 100 năm bị chia rẽ giữa Đế quốc Habsburg và Đế quốc Nga, Sandomierzacy chịu ảnh hưởng của Mazovia, dẫn đến một số thay đổi, chủ yếu là trong trang phục truyền thống của họ.

## Borowiacy Sandomierscy
Sandomiercy Borowiacy là một nhóm nhỏ thuộc nhóm Sandomierzacy, nằm dọc theo bờ phải của sông San, trong các khu vực có rừng của Janow Lubelski.

## Posaniacy
Posaniacy là một nhóm dân tộc nhỏ khác của Sandomierzacy. Họ sinh sống trong rừng Sandomierz, và vào thế kỷ 19, hầu hết họ định cư ở những khu rừng xung quanh Radom.